# بیگ پاین (کالیفرنیا)
بیگ پاین (به انگلیسی: Big Pine) یک منطقهٔ مسکونی در ایالات متحده آمریکا است که در شهرستان اینیو، کالیفرنیا واقع شده‌است. بیگ پاین ۷٫۶۶ کیلومتر مربع مساحت و ۱٬۷۰۷ نفر جمعیت دارد و ۱٬۲۱۵٫۸۶ متر بالاتر از سطح دریا واقع شده‌است.